# Айзеле, Паскаль
Паскаль Айзеле (нем. Pascal Eisele; род. 27 декабря 1992 года, Фаренбах, Дармштадт , Германия) — немецкий борец греко-римского стиля. Бронзовый медалист Чемпионата мира по борьбе 2017 года в весовой категории до 80 кг. Чемпион Европы 2016 года. Бронзовый призёр чемпионата Европы среди кадетов 2009 года.